# Liste der diplomatischen Vertretungen in Laos

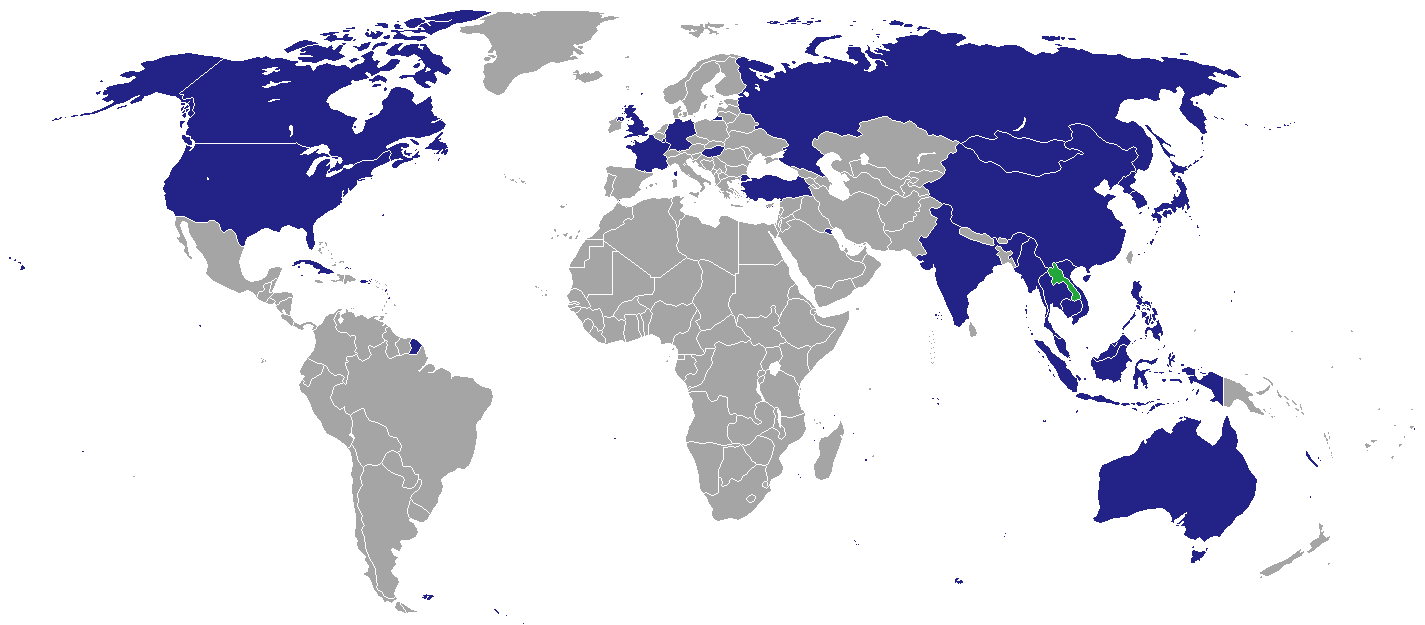
Staaten mit einer Botschaft in Laos

Die Liste der diplomatischen Vertretungen in Laos führt Botschaften und Konsulate auf, die im asiatischen Staat Laos eingerichtet sind (Stand 2019).

## Botschaften in Laos
27 Botschaften sind in der laotischen Hauptstadt eingerichtet (Stand 2019).

### Staaten
| - Australien: Botschaft - Brunei: Botschaft - Kambodscha: Botschaft - Kanada: Botschaft - Volksrepublik China: Botschaft - Kuba: Botschaft - Osttimor: Botschaft - Frankreich: Botschaft - Deutschland: Botschaft - Indien: Botschaft - Indonesien: Botschaft - Japan: Botschaft - Kuwait: Botschaft - Luxemburg: Botschaft | - Malaysia: Botschaft - Mongolei: Botschaft - Myanmar: Botschaft - Nordkorea: Botschaft - Philippinen: Botschaft - Russland: Botschaft - Singapur: Botschaft - Südkorea: Botschaft - Thailand: Botschaft - Türkei: Botschaft - Vereinigtes Königreich: Botschaft - Vereinigte Staaten: Botschaft - Vietnam: Botschaft |